# Jean-Noël Chevron
Pour les articles homonymes, voir Chevron.
Jean-Noël Chevron (Liège, 1790-1867) est un architecte liégeois, dont la plupart des réalisations sont de style néoclassique.

## Biographie

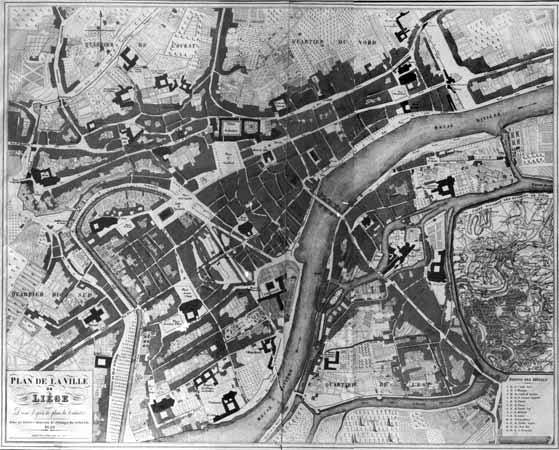
Liège en 1828, après la reconstruction par Chevron

Formé par François-Jacques Delannoy à l'École des beaux-arts de Paris, il travaille principalement à Liège et dans sa région. Il exerce la fonction d'architecte de la ville de Liège de 1817 à 1825.
En 1819, il est chargé de l'aménagement du premier jardin botanique de Liège, sur le terrain des jésuites wallons (actuelle place Cockerill). Il y installe des serres, des couches et un jardin de pleine terre, autour de la salle académique de l'université dont il dresse aussi les plans.
Il est enterré au cimetière de Robermont.

## Réalisations
- Salle Académique de l'Université de Liège (1824)
- Église Saint-Pancrace à Dalhem (1829)
- Église Saint-Martin à Ans (1834)
- Église Notre-Dame de l'Assomption à Cheratte (1834)
- Église Saint-Gilles à Chaineux (1837)
- Église Saint-François-Xavier à Chaudfontaine (1839)